# Amtsgericht Ujest
Das Amtsgericht Ujest (ab 1936 Amtsgericht Bischofstal) war ein preußisches Amtsgericht mit Sitz in Ujest.

## Geschichte
In Ujest bestand von 1849 bis 1879 die Gerichtskommission des Kreisgerichts Groß-Strehlitz.
Das königlich preußische Amtsgericht Ujest wurde mit Wirkung zum 1. Oktober  1879 als eines von 13 Amtsgerichten im Bezirk des Landgerichtes Oppeln im Bezirk des Oberlandesgerichtes Breslau gebildet. Der Sitz des Gerichtes war Ujest. Sein Gerichtsbezirk umfasste aus dem Kreis Groß Strehlitz den Stadtbezirk Ujest und die Amtsbezirke Salesche, Schloss Ujest und  der Gemeindebezirk Schironowitz aus dem Amtsbezirk Schloss Großstrehlitz. Am Gericht bestand 1880 eine Richterstelle. Das Amtsgericht war damit ein kleines Amtsgericht im Landgerichtsbezirk. Im Jahre 1936 wurde Ujest in Bischofstal umbenannt, der Name des Gerichtes änderte sich entsprechend in Amtsgericht Bischofstal.
Im Jahre 1945 wurde der Amtsgerichtsbezirk unter polnische Verwaltung gestellt, und die deutschen Einwohner wurden vertrieben. Damit endete auch die Geschichte des Amtsgerichtes Ujest/Bischofstal.